# Končinský potok
Končinský potok je vodní tok o délce 21,5 km v Pardubickém kraji v okrese Svitavy. Jedná se o pravostranný přítok řeky Loučné.
Končinský potok pramení nad vesnicí Mendryka v nadmořské výšce 488 m, dále protéká obcemi Janov, Strakov, Suchá, okrajem obce Němčice a dále teče přes osadu Končiny a vlévá se do řeky Loučná u Cerekvice nad Loučnou.
U horních Končin, avšak již na území Kornic, se do Končinského potoka zprava vlévá Vlčkovský potok. U dolních Končin se od Končinského potoka odděluje kanál Labuťka, který napájí soustavu netřebských rybníků. Nad dolními Končinami se na Končinském potoce nachází boční rybník.